# Kleiner Entensturmvogel
Der Kleine Entensturmvogel (Pachyptila salvini) ist eine Art aus der Familie der Sturmvögel. Verwechslungsmöglichkeiten bestehen vor allem mit anderen Walvögeln und unter diesen vor allem mit dem sehr ähnlichen Taubensturmvogel. Es werden zwei Unterarten unterschieden.
Die IUCN stuft den Kleinen Entensturmvogel als  (=least concern - nicht gefährdet) ein. Der Weltbestand wird auf etwa 12 Millionen geschlechtsreife Individuen geschätzt.

## Erscheinungsbild
Der Kleine Entensturmvogel erreicht eine Körperlänge von 27 bis 28 Zentimeter. Die Flügellänge beträgt 17,6 bis 21 Zentimeter und die Flügelspannweite 57 Zentimeter. Das Gewicht beträgt 130 bis 210 Gramm. Der Kleine Entensturmvogel ist damit nur geringfügig kleiner als der Große Entensturmvogel.
Die Körperoberseite ist blass blaugrau. Ein dunkles, auffälliges „M“ verläuft über die beiden Flügel. Die Körperunterseite ist weiß, die Brustseiten gräulich. Über den Augen verläuft ein auffälliger weißer Streif, der den dunklen Augenstreif betont. Die untere Gesichtshälfte ist weißlich. Der Schnabel ist an der Basis sehr breit. Er weist eine graue und bläuliche Färbung auf und ist deutlich kleiner und schmaler als beim Großen Entensturmvogel. 

## Verbreitung
Die Art brütet auf subantarktischen Inseln im Süden und Südwesten des Indischen Ozeans. Brutvorkommen gibt es auf den Prinz-Edward-Inseln, der Amsterdam-Insel, der Sankt-Paul-Insel sowie den Crozetinseln. Außerhalb der Fortpflanzungszeit leben die Tiere auf dem offenen Meer in einem Gebiet, das sich vom Süden Südafrikas bis Neuseeland erstreckt.

## Lebensweise

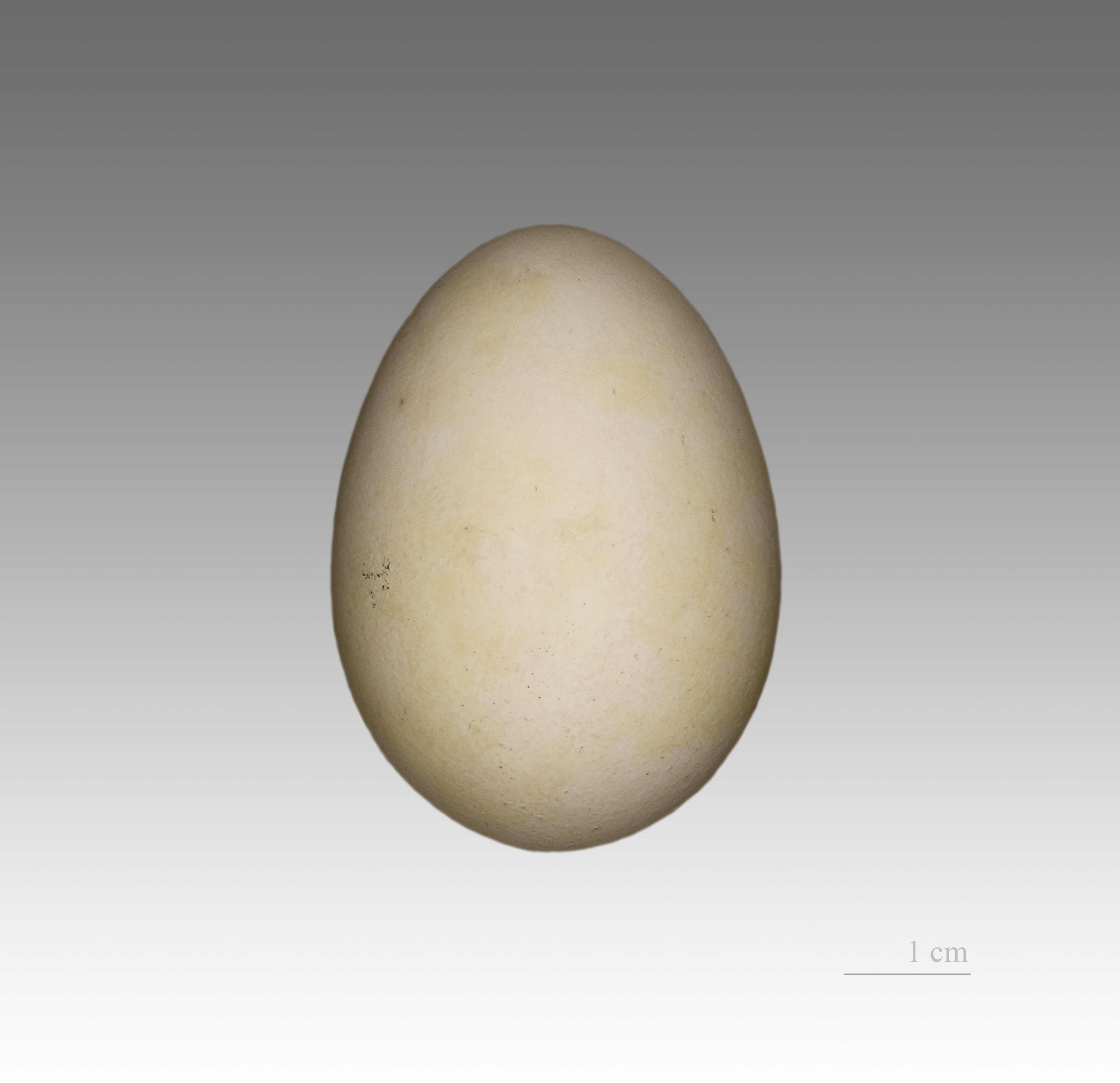
Pachyptila salvini

Der Kleine Entensturmvogel frisst vor allem Krill und andere kleine Krustentiere, aber auch Kalmare und Fische. Die Nahrung wird erlangt, indem die Vögel mit dem Schnabel die Wasseroberfläche durchpflügen, durch Filtern mit dem speziell angepassten Schnabel oder durch Ablesen von der Wasseroberfläche. 
Die Art brütet in riesigen Kolonien mit bis zu 1 Mio. Individuen oder mehr. Wie alle anderen Walvögel brütet auch der Kleine Entensturmvogel in selbst gegrabenen Bauen. Diese haben eine Länge von 0,93 bis 1,35 Meter. Die eigentliche Nistmulde ist mit Blättern und Ästchen ausgelegt. Die Fortpflanzungszeit beginnt im Oktober, die Art brütet nur einmal im Jahr. Die meisten Gelege weisen lediglich ein weißschaliges Ei auf. Die Brutzeit beträgt 44 bis 55 Tage, die Jungvögel sind nach 54 bis 65 Tagen flügge. Beide Elternvögel beteiligen sich an der Brut und der Aufzucht der Jungvögel.

## Innere Systematik
Es werden zwei Unterarten unterschieden:
- P. salvini salvini
- P. salvini macgillivrayi – Diese Unterart hat einen breiteren Schnabel und geringfügig längere Flügel als die Nominatform. Ihr wird gelegentlich Artstatus zugebilligt.[4]

## Belege

### Einzelbelege
1. ↑  Shirihai, S. 174.
2. ↑  BirdLife Factsheet zum Kleinen Entensturmvogel, abgerufen am 12. Dezember 2010
3. ↑  Shirihai, S. 176.
4. ↑  Shirihai, S. 174.